# مفردات سعدی
مفردات سعدی شامل مفردات در رابطه با پند و اخلاق است. فرد یا مفرد یا تک‌بیت، یک قالب شعر کهن فارسی است که از یک بیت (معادل دو مصراع) تشکیل شده‌است. در بعضی مواقع هم ممکن است به دو بیت برسد که هر بیت قافیه‌ی جداگانه‌ای دارد. بیشتر تک‌بیتی‌ها تبدیل به ضرب‌المثل شده‌است.

## نمونه شعر
| میمیرم و همچنان نظر بر چپ و راست |  | تا آنکه نظر در او توان کرد، کجاست؟ |

؛
| زاهد که درم گرفت و دینار |  | زاهدتر از او یکی به دست آر |

؛
| تا ندانی که سخن عین صواب است مگوی |  | وآنچه دانی که نه نیکوش جواب است مگوی |

؛
| جایی نرسد کس به توانایی خویش |  | الا تو چراغ رحمتش داری پیش |